# ブロードバンドピクチャーズ
株式会社ブロードバンドピクチャーズ（英称：BroadBand Pictures, Inc.））は、インターネットテレビのコンテンツの企画・製作・配信を行う企業。Netflixが日本に上陸する以前から、NET CINEMAの名のプラットホームとして運営、OTTサービスの先駆けであった。

## 概要
- 所在地：東京都渋谷区渋谷3-3-5
- 設立：2004年2月
- 代表者：渡邊健太郎（代表取締役社長）
- 資本金：10,000,000円
- 主要株主：株式会社ブロードバンドタワー、株式会社レッドライスメディウム（現・レッドライス）